# قلها
قرية قلها هي إحدى القرى التابعة لمركز أهناسيا في محافظة بني سويف في جمهورية مصر العربية. حسب إحصاءات سنة 2006، بلغ إجمالي السكان في قلها 6556 نسمة، منهم 3200 رجل و3356 امرأة.